# Pierre de Laudun d'Aigaliers
Pour les articles homonymes, voir Laudun (homonymie).
Pierre de Laudun d'Aigaliers (1575-1629) était un poète languedocien.